# Leo Lagrou
Leo Lagrou (Antwerpen, 7 maart 1935 - Leuven, 18 juni 2021) was een Vlaams sociaal-psycholoog. 

## Levensloop
Hoewel geboren in Antwerpen, groeide hij op in West-Vlaanderen. Als tiener en zoon van de gevluchte collaborateur René Lagrou, had hij het in de naoorlogse jaren niet gemakkelijk. Hij hield er een kritische geest en een gedrevenheid aan over en een afkeer van autoritarisme en ideologische vooringenomenheid.
Leo Lagrou begon als student in de rechten aan de Katholieke Universiteit Leuven en combineerde dit met een baccalaureaat in de wijsbegeerte, waar toen ook enkele cursussen psychologie (als keuzevak) in zaten. Omdat psychologie aan de universiteit in de jaren 50 in volle uitbouw was, koos hij voor een opleiding tot psycholoog, waar hij ook een doctoraat behaalde; promotor was Joseph Nuttin Sr. Daar kreeg hij de kans zich te vervolmaken in groepsdynamica, meer bepaald de communicatie in kleine groepen.

"De kleine groep maakt in feite de overgang van het individu naar de ruime maatschappelijke context, de gemeenschap". 

In tegenstelling tot Jozef Nuttin jr., die sociale psychologie in een (artificieel) laboratorium uitwerkte, trok Lagrou naar de reële context van vergaderpraktijken, zoals bij de KAV. Het onderzoek mondde uit in vormingsprogramma's, zoals "onderhandelingstechnieken" voor vakbondsvrijgestelden.
Later werd dit geconcretiseerd in het Hoger instituut voor de arbeid (het HIVA), dat in grote mate zijn levenswerk is. Hij werd gewoon hoogleraar aan de KU Leuven. 
Zijn broer Evert Lagrou maakte naam als stedenbouwkundige en docent. Zijn zoon, Pieter Lagrou, hoogleraar aan de Université libre de Bruxelles, is een erkend specialist van de nazitijd, alsook van verzet en collaboratie in verschillende Europese landen.

## Publicaties
- Onderzoek naar de structuur van de inhoud van groepsdiscussies in functie van volwassenenvorming, doctoraatsverhandeling, 1964 (onuitgegeven)
- Contact en confrontatie in groepsgesprekken. Leven en leren met groepen, Alphen a/d Rijn, 1984

## Bron
- René BOUWEN e. a. (red), Liber Amicorum prof. dr. Leo Lagrou, Van Groep Naar Gemeenschap, uitg. Garant, Leuven / Apeldoorn, 2000
- Wouter VERBEYLEN, Sociaal psycholoog Leo Lagrou, in: Campuskrant, 2000
- Paul BELIËN, Schimpen op Vlaanderen, in: The Brussels Journal, 12 juli 2005.